# 1678
1678. је била проста година.